# Az utolsó hárem
Az utolsó hárem (eredeti címén Harem Suare) Ferzan Özpetek török származású olasz filmrendező olasz–török–francia koprodukciós filmje, melyet Olaszországban 1999-ben mutattak be.

## Cselekmény
|  | Alább a cselekmény részletei következnek! |

A film egy olasz származású háremhölgy, Safiye történetét mutatja be. A lány és a fekete bőrű eunuch, Nadir között tiltott szerelem szövődik, mindeközben Safiyénak meg kell harcolnia a szultán kegyeiért is. A háremhölgy történetén keresztül a néző bepillantást nyerhet az Oszmán Birodalom összeomlása előtti évek szultáni háremébe, a nők között zajló hatalmi harcokba. A birodalom összeomlása után a szultán külföldre menekül, hátrahagyva háremhölgyeit, akik közül néhányan visszatalálnak családjukhoz, a többségük azonban utcára kerül és nincstelenné válik. Az elbeszélés módja nem hétköznapi: a történetet egyszerre meséli Safiye, már idős korában, egy vasúti váróteremben, és egy háremhölgy a háremben a többi nő előtt. Ez utóbbi azért meglepő, mert az elbeszélések során tanúi lehetünk a hárem feloszlatásának, így a valóságban lehetetlen, hogy a háremhölgy a háremben mesélje el a történetet.

## Szereposztás
| Szerep        | Színész        | Magyar hangja (1. szinkron) |
| ------------- | -------------- | --------------------------- |
| Safiye, ifjan | Marie Gillain  | Huszárik Kata               |
| Safiye idősen | Lucia Bosé     | Andai Györgyi               |
| Nadir         | Alex Descas    | Kálid Artúr                 |
| Anita         | Valeria Golino | Zakariás Éva                |
| Midhat        | Malick Bowens  | ?                           |

- További magyar hangok: Bokor Ildikó, Debreczeny Csaba, Gruiz Anikó, Incze Ildikó, Kajtár Róbert, Kassai Ilona, Kiss Virág, Rátonyi Hajni, Roatis Andrea